# Blomkest
Blomkest is een plaats (city) in de Amerikaanse staat Minnesota, en valt bestuurlijk gezien onder Kandiyohi County.

## Demografie
Bij de volkstelling in 2000 werd het aantal inwoners vastgesteld op 186.
In 2006 is het aantal inwoners door het United States Census Bureau geschat op 175, een daling van 11 (-5,9%).

## Geografie
Volgens het United States Census Bureau beslaat de plaats een oppervlakte van
2,7 km², geheel bestaande uit land. Blomkest ligt op ongeveer 339 m boven zeeniveau.

## Plaatsen in de nabije omgeving
De onderstaande figuur toont nabijgelegen plaatsen in een straal van 20 km rond Blomkest.